# Карадог ап Гурган Фавр
Карадог ап Гурган (валл. Caradog ap Gwrgan; VI век) — сын Гургана, правителя Эргинга.

## Биография
Он упоминается в Книге Лландафа со своим братом Морганом, что их отец Гурган ап Кинвин, король Эргинга, во времена епископа Инабуи, который был двоюродным братом Дифригу (ум. в 546 или в 560 году) и Гургану.
Сестра Карадока, Онбрауст, вышла замуж за короля Гвента Меурига ап Теудрига. Сам Карадог был женат на Тегау верх Нудд. В триадах и легендах они известны как Карадок Сухорукий и Тегау Златогрудая.
В старости женился на Гвегниер верх Геррен, младшей сестре Кадо, короля Думнонии..
Поздние генеалогические манускрипты по-разному называют его ярлом Хенворта, «Графом Херефорда» и властителем Маес Хифаит, «властелином (Нового) Раднора». Томас Джонс из Трегарона (ум.1609) называет его «Графом Фферлекса, принцем между реками Уай и Северном, лордом башни Долора».

## В триадах и легендах
По одно из легенд, Карадог появился на свет после того как его мать изменила мужу (Карадогу Старшему) с неким друидом по имени Элиаврес. Став королем, Карадог призвал Элиавреса к суду, в Каэр-Кери, и потребовал объяснений. Элиаврес отказался отвечать. Более того, он сделал так, что на Карадога напала змея и обвила руку так сильно, что её смогли оторвать лишь совместными усилиями друга Кадо и жены Тегау. Змея укусила Тегау в грудь, в результате чего её пришлось ампутировать и заменить протезом из золота. А у Карадога некогда сильная рука отсохла. После этого Карадога прозвали Сухоруким. Также имеется легенда, что суд произошел на возвышенности, в Каэр-Карадоке, что в Эргинге.
Интересно, что Карадок, чьим владением был Киренчестер, упоминает и Гальфрид Монмутский, в своей «Истории бриттов», приводя такой эпизод:
Мальгону наследовал Каретик, тоже любитель междоусобных войн, ненавистный Богу и бриттам; убедившись в его непостоянстве и ненадежности, саксы переметнулись к Гормунду, царю африканцев…….он напал на короля Каретика и после многих битв обратил его в бегство, заставив покидать город за городом, пока не загнал в Цирецестрию, которую осадил…..Захватив Цирецестрию и предав этот город огню, Гормунд вступил в бой с Каретиком и отбросил его за Сабрину в Валлию….